# جؤة (حديبو)

تعديل مصدري - تعديل

جؤة إحدى قرى مديرية حديبو التابعة لمحافظة سقطرى، بلغ تعداد سكانها 102 نسمة حسب تعداد اليمن لعام 2004.